# 上多度志駅

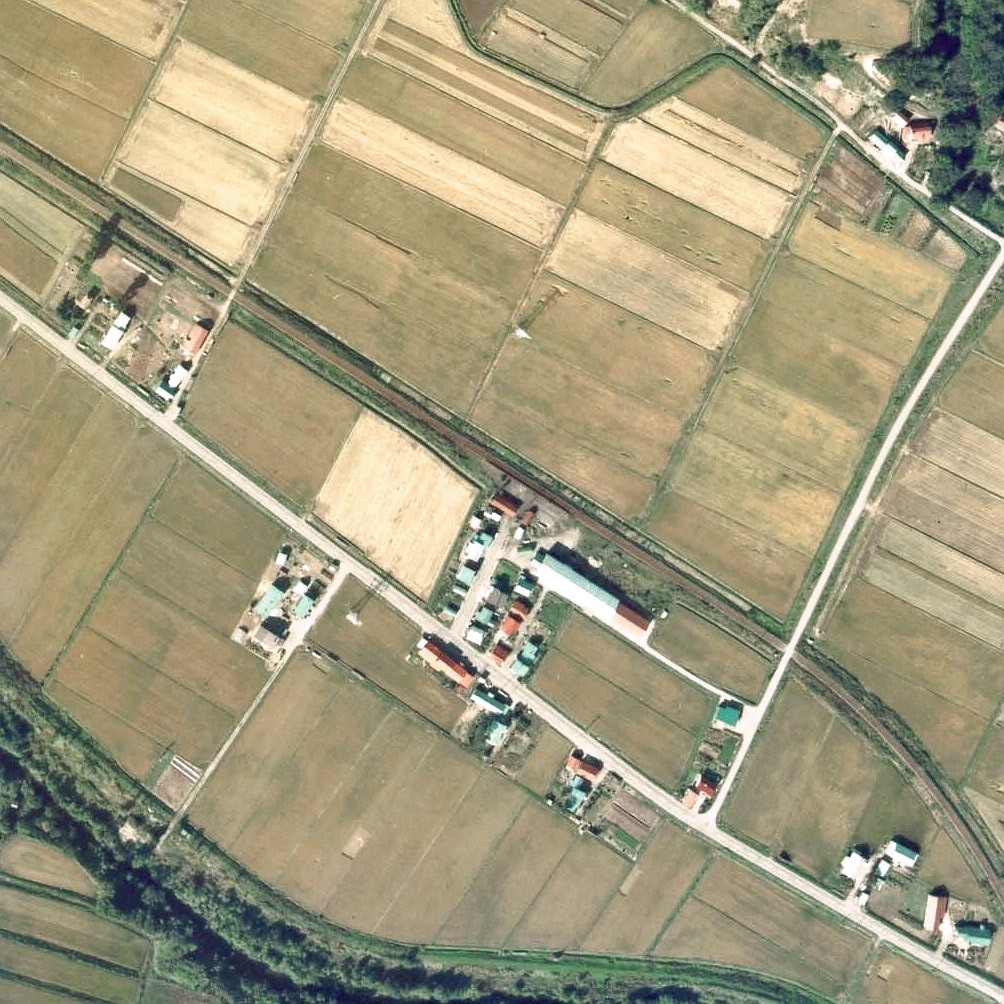
1977年の上多度志駅と周囲約500m範囲。左上が朱鞠内方面。この写真でも既に駅舎とホーム間が埋められているが、かつては島式ホーム状で副本線が駅舎前に引き入れられていた。

上多度志駅（かみたどしえき）は、北海道（空知支庁）深川市多度志にかつて存在した、北海道旅客鉄道（JR北海道）深名線の駅（廃駅）である。事務管理コードは▲121401。

## 歴史
- 1946年（昭和21年）6月1日 - 運輸省深名線の上多度志仮乗降場（局設定）として開業[1]。
- 1949年（昭和24年）6月1日 - 公共企業体である日本国有鉄道に移管。
- 1950年（昭和25年）1月15日 - 駅に昇格し、上多度志駅となる[3][4]。荷物の取り扱いを開始[4]。
- 1954年（昭和29年）6月1日 - 貨物の取り扱いを開始[1]。
- 1961年（昭和36年）4月1日 - 業務委託化。
- 1974年（昭和49年）10月1日 - 貨物の取り扱いを廃止[1]。
- 1982年（昭和57年）3月29日 - 荷物の取り扱いを廃止し[1]、無人駅化[5]（簡易委託駅化）。
- 1987年（昭和62年）4月1日 - 国鉄分割民営化により、国鉄からJR北海道に継承[1]。
- 時期不詳[注 1] - 簡易委託廃止、完全無人化。
- 1995年（平成7年）9月4日 - 深名線の全線廃止に伴い、廃駅となる[1]。

### 駅名の由来
多度志川の上流部にあることから、「上」を冠した。

## 駅構造
廃止時点で、1面1線の単式ホーム（※島式ホームの片面を使用）を有する地上駅であった。ホームは、線路の南西側（名寄方面に向かって左手側）に存在し、分岐器を持たない棒線駅となっていた。かつては1面2線の島式ホームを有する、列車交換可能な交換駅であった。1983年（昭和58年）時点では使われなくなった駅舎側の1線は交換設備運用廃止後も分岐器が深川方、名寄方の両方向とも維持された形で側線として残っていたが、その後1993年（平成5年）までには撤去された。
無人駅となっていたが、有人駅時代の駅舎が改築されて残っていた。駅舎は構内の南西側に位置し、ホームから少し離れていた。無人化後に縮小され、間口が狭くなっていた。

## 利用状況
乗車人員の推移は以下のとおり（明らかな誤植は修正した）。なお、1967年度（昭和42年度）については当駅単体の値が判明していないため参考値を記す。
| 年度               | 乗車人員  | 乗車人員 | 出典  | 備考                                              |
| 年度               | 年間      | 1日平均  | 出典  | 備考                                              |
| ------------------ | --------- | -------- | ----- | ------------------------------------------------- |
| 1967年（昭和42年） | (367,906) | (1,005)  | [ 8 ] | 同年の上多度志 - 鷹泊間各駅（仮乗降場除）の合算値 |
| 1968年（昭和43年） | 95,265    | 261      | [ 8 ] |                                                   |
| 1969年（昭和44年） | 58,203    | 160      | [ 8 ] |                                                   |
| 1970年（昭和45年） | 44,106    | 121      | [ 8 ] |                                                   |
| 1971年（昭和46年） | 37,242    | 102      | [ 8 ] |                                                   |
| 1972年（昭和47年） | 33,672    | 92       | [ 8 ] |                                                   |
| 1973年（昭和48年） | 33,963    | 94       | [ 8 ] |                                                   |
| 1974年（昭和49年） | 31,816    | 87       | [ 8 ] |                                                   |
| 1975年（昭和50年） | 29,171    | 80       | [ 8 ] |                                                   |
| 1992年（平成4年）  |           | 12       | [ 6 ] |                                                   |

## 駅周辺
水田に囲まれており、農協のほか民家が散在するのみであった。
- 北海道道98号旭川多度志線
- 北海道道875号多度志一已線
- 多度志川[9]
- ジェイ・アール北海道バス深名線「上多度志」停留所

## 駅跡
路線廃止から間もなく、すべての施設が撤去され、現在では跡形も分からなくなっている。2000年（平成12年）時点では空き地になっており、2010年（平成22年）時点でも引き続き空き地で、駅前にあった農業倉庫のみが残っていた。また、周辺の線路跡も道路化される模様であった。2011年（平成23年）時点でも同様で、砂利敷きの広場であり、バスの転回場になっていた。
また、2010年（平成22年）時点では当駅と円山駅との間にあった「多度志トンネル」の、硬質ブロックを積み上げた名寄方坑口が残存しており、北海道道875号から見ることができた。2011年（平成23年）時点でも同様で、坑口は土嚢で塞がれていた。

## 隣の駅
北海道旅客鉄道
深名線
円山駅 - 上多度志駅 - 多度志駅